# Кампозаријани (Латина)
Кампозаријани је насеље у Италији у округу Латина, региону Лацио.
Према процени из 2011. у насељу је живело 59 становника. Насеље се налази на надморској висини од 494 м.